# Апотропей
Апотропна магия, също апотропей и апотропайон (на гръцки: otποτρόπαιος – „предпазващ от беди“) е магически ритуал, предназначен да предпазва от магии или урочасване. Тя може да бъде създадена с церемонии и заклинания, например – почукване три пъти по дърво, или просто чрез носене или окачване на обект който носи късмет (талисман, муска).
Терминът се използва в етнографията, археологията и изкуствознанието.

## Основните видове апотропеи
- носени амулети
- изображения върху броня, дрехи, орнаменти
- архитектурни релефи, статуи, изображения на прибори
- надписи
  - В юдаизма апотропни свойства имат имената на ангелите, често се появяват върху амулети, магически надписи и формули.[1]
- модификации на тялото
  - татуировка

### Места на поставяне
Както отбелязват изследователите, в магическите представи на древните, едно от най-уязвимите места в сградата е ъгълът. Затова е и необходимостта да я предпазят с амулети: магически предмети са били вграждани в ъглите на храмовете по време на строителството. Важен е прагът на къщата, входът на вратата. Ъглите и местата на гънките играят магическа роля в човешкото тяло. Тук трябва да се споменат коленете (например изображенията на апотропната глава могат да се видят върху елементите на бронята наколенник – кнемиди), рамене (например глава на пантера върху бронята) на китката.

## Теми на изображението
- изображение на очите
- животински глави: грифон, пантера (свързана с култа към Дионис)
  - лъв – не само муцуна, но и лапи и опашка. В древен Египет той е пазител на портите на храма и царския трон (следователно те имат лъвски лапи и опашка). Водостоците на покривите на храмовете са имали формата на лъв; при лошо време те трябвало да предпазват светилището от събарящата сила на бог Сет
- глави на митични чудовища и богове
  - Главата на Горгона Медуза (горгонейон), Силен, Дионис
  - Египетския бог Бес
- гаргойл
- ексхибиционистки фигури, показващи полови органи
- фалоси
- изображения на кръстосани пръсти
- кръст – изследователите използват термина „апотропно“ дори за християнско разпятие.„Още от първите векове кръстът е имал много специално значение за християните – той е символ на жертвата на Христос, знак на спасение, и затова е бил считан за най-силния апотропен символ.“[2]
- знаци: листа от върба, свастика, слънчев диск или кръстчета (Византия)[3]
- Хелоуин изрязана тиква като лице.

### Апотропеи на различните нации
- Горгонейон в Античността
- Мьолнир (чук на Тор) при викингите
- Хамса, Ръката на Фатима или ръката на Мириам при евреи и араби
- Назар при турците
- чукане три пъти на дърво
- плюене през лявото рамо
- стискане на палци в джоба, кръстосани пръсти
- след раждането на дете в огъня се нагряват железни предмети (клещи, ножове, ножици), с които минават всички ъгли, тавана и пода на помещението, където трябва да бъде бебето, за да се предпази от злите духове; в люлката, където детето спи (обикновено на главата), се поставят метални предмети: ножове, ножици, гвоздеи и други (Кабардино-Балкария).[4]

- Турски амулет „Назар“
- Очи на носа на малтийска лодка